# Munkeby kloster
Munkeby kloster var et cistercienserkloster i Frol, Norge. Stedet ligger mellem Levanger og Okkenhaug i Levanger kommune.
Klosteret blev sandsunglivis grundlagt cistercienserne i lighed med Hovedøya kloster i Oslo og Lyse kloster i Bergen, af af engelske munker i sidste halvdel af 1100-tallet og taget i brug før 1180. Det blev sandsynligvis nedlagt allerede i 1200-tallet, eller aktiviteten har vært reduceret i forbindelse med opføringen af klosteret på Tautra. Tautra kloster blev indviet i marts 1207.
I et brev dateret 23. december 1475 sendte den romerske pave Sixtus 4. et brev til abbed Stephanus de Trugge i Nidaros. Brevet var et svar på en anmodning fra Stephanus om at få midler til at genrejse klostret. Det blev imidlertid aldrig nogen vedvarende drift efter dette.
De synlige ruiner omfatter i dag kun kirkebygningen. De indvendige mål på kirkeruinen er ca. 30 x 7 meter, mens kapelarmene er ca. 23 meter brede. Kirkebygningen tjente som sognekirke frem til 1589. I lighed med en række andre klostre og historiske bygninger blev også Okkenhaug benyttet som stenbrud til lokale byggeprojekter.
Ruinerne har vært i Fortidsminneforeningens eje siden 1967. Det blev i 2000 udført en arkæologisk prøveudgraving på stedet uden særlige spor efter kulturminder.
Fortidsminneforeningen gav i 2008 Inger Alstad en hædersnål for sin mangeårige indsats som tilsynshaver og guide på Munkeby. Ruinerne er tilgængelig for publikum hele året. Det går også en ny kultursti ned langs elven fra klosteret.